# 皇家金獎

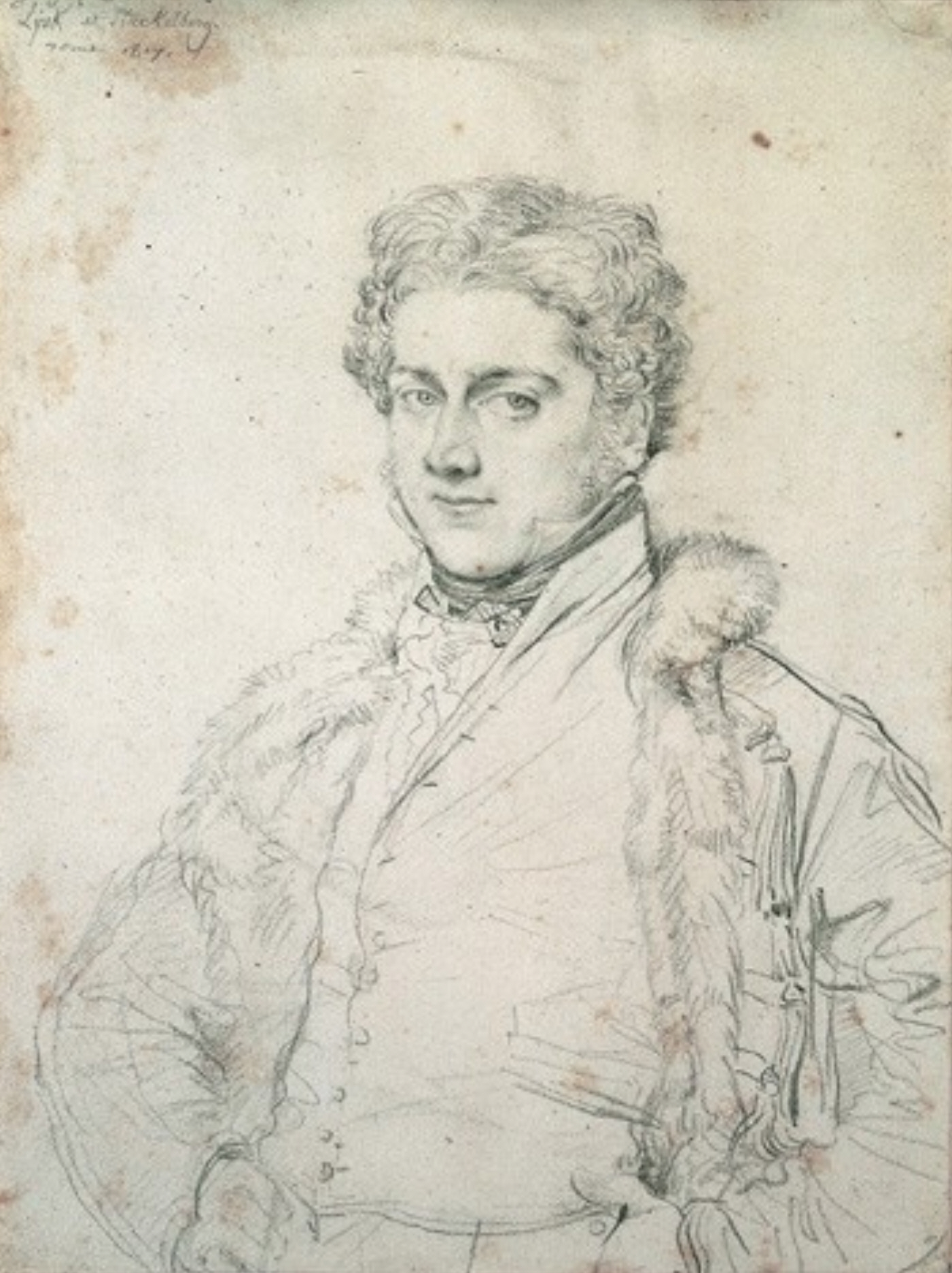
皇家金獎的第一位得主查尔斯·罗伯特·科克雷尔

皇家金獎（Royal Gold Medal）是英國皇家建筑师协会每年頒發的一個建築類獎項，以獎勵在建築界有卓越貢獻的人物和團體。
它的第一位得主是查尔斯·罗伯特·科克雷尔（1848），後世得主包括弗兰克·劳埃德·赖特（1941）、勒·柯布西耶（1953）等許多有影響力的建築師。並非所有得主都是建築師，如彼得·瑞斯（1992）實際上是建築工程師。一些建築學家如尼古拉·佩夫斯纳（1967）也曾得獎。實際上其得主未必一定是人，如1999年得主即為巴塞羅那市。

## 外部連接
- RIBA page on Royal Gold Medal